# Prezidentská zahrada (Bratislava)
Prezidentská zahrada je městský park v Bratislavě za Grasalkovičovým palácem, který je oficiální rezidencí prezidentů Slovenské republiky. Zahrada se nachází v městské části Staré Mesto a na ploše přibližně 6 hektarů se rozkládá za prezidentským palácem mezi ulicemi Štefánikova a Banskobystrická, na severu ji ukončuje ulice Spojná a za ní následuje zahrada Letního arcibiskupského paláce (Úřad vlády Slovenské republiky). Zahrada je celoročně veřejně přístupná.

## Historie

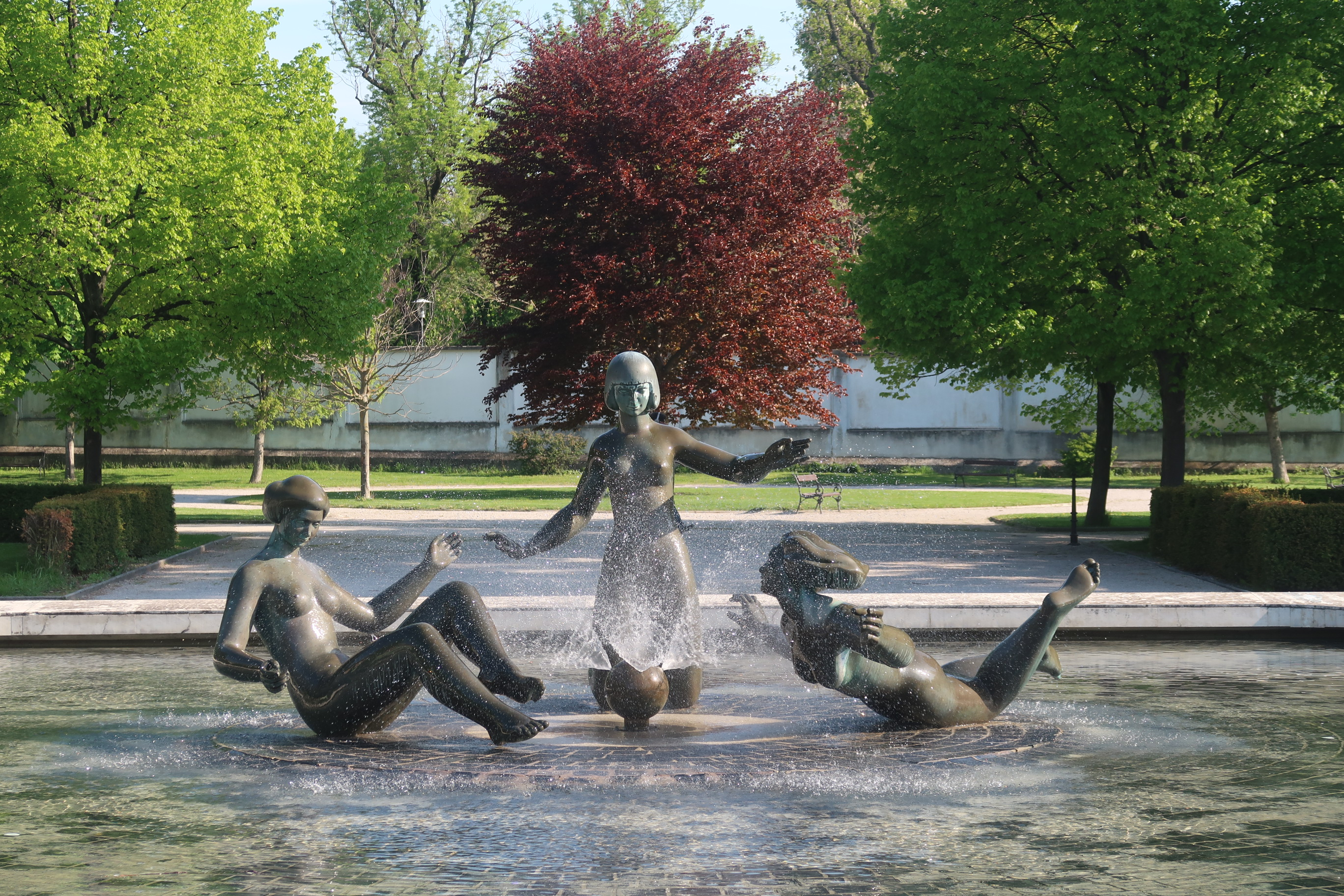
Prezidentská zahrada, fontána Radost ze života (1979, Tibor Bártfay)

Zahrada vznikla současně s výstavbou Grasalkovičova paláce v polovině 18. století a podle kartografické dokumentace Bratislavy měla od počátku své existence rozsah, který si udržela do současnosti. Vzhledem k pozdějšímu střídání majitelů a různému využití Grassalkovičova paláce nebyla zahrada udržována v původní podobě, již za arcivévody Bedřicha byly v zahradě mimo jiné tenisové kurty. Již v 19. století však byla zároveň část zahrady zpřístupněna pro veřejnost. V roce 1996 se Grasalkovičův palác stal oficiálním sídlem hlavy státu (mimo jiné proto, že tehdejší prezident Rudolf Schuster pocházel z Košic a v Bratislavě neměl kde bydlet). Po nákladné rekonstrukci paláce následovala koncem devadesátých let 20. století i obnova zahrady, která dostala podobu symetrického francouzského parku s květinovými partery a měla tak evokovat původní schéma z doby baroka. Ve střední části parku je umístěna fontána s názvem Radost ze života (Tibor Bártfay, 1979) osazená ještě v době socialismu, kdy v paláci sídlil Dům pionýrů. Blíže k paláci je umístěna jezdecká socha Marie Terezie, která se původně nacházela ve Velkoproboštském paláci v Nitře. U západního východu ze zahrady je pamětní deska připomínající, že se zde poprvé na Slovensku rozsvítilo veřejné elektrické osvětlení (25. srpna 1878).
Prezident Rudolf Schuster, který byl vášnivým zahrádkářem, zahájil ve svém funkčním období tradici sázení stromů významnými zahraničními hosty na západní straně u ohradní zdi. Prvním strom zasadil sám Schuster 5. září 1999, řadu dalších stromů označovaných jako Prezidentská alej zasadili v následujících letech zahraniční návštěvníci, prezidenti a panovníci. Některé stromy kvůli nevhodnému načasování výsadby již uhynuly, následující prezident Ivan Gašparovič na tuto tradici nenavázal.
Zahrada je celoročně veřejně přístupná v čase od 9 do 18 hodin, jen výjimečně bývá uzavřena pro potřeby prezidentské kanceláře. Do zahrady vedou dva vchody v severní části ze Štefánikovy a Banskobystrické ulice.

## Galerie

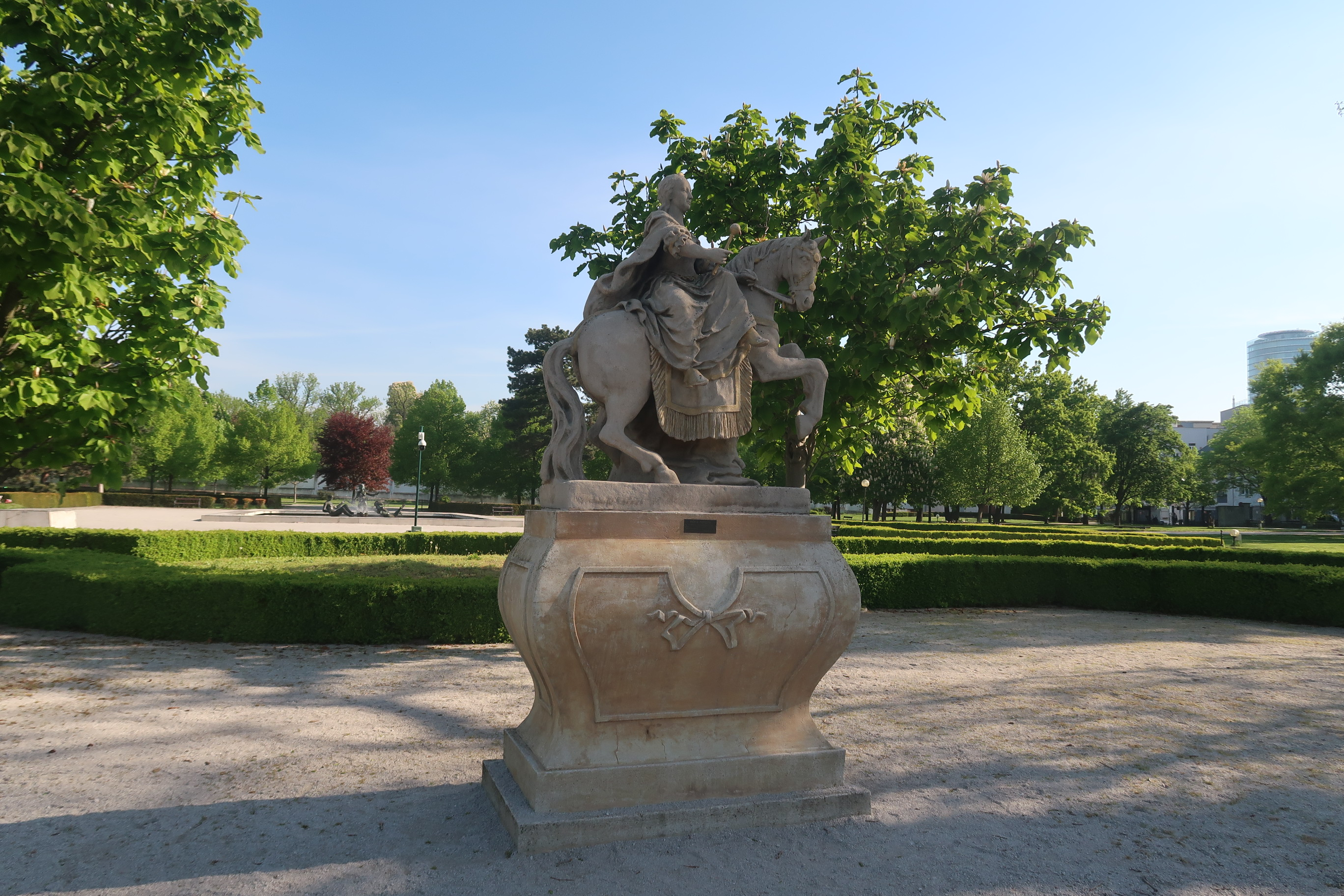
Jezdecká socha Marie Terezie
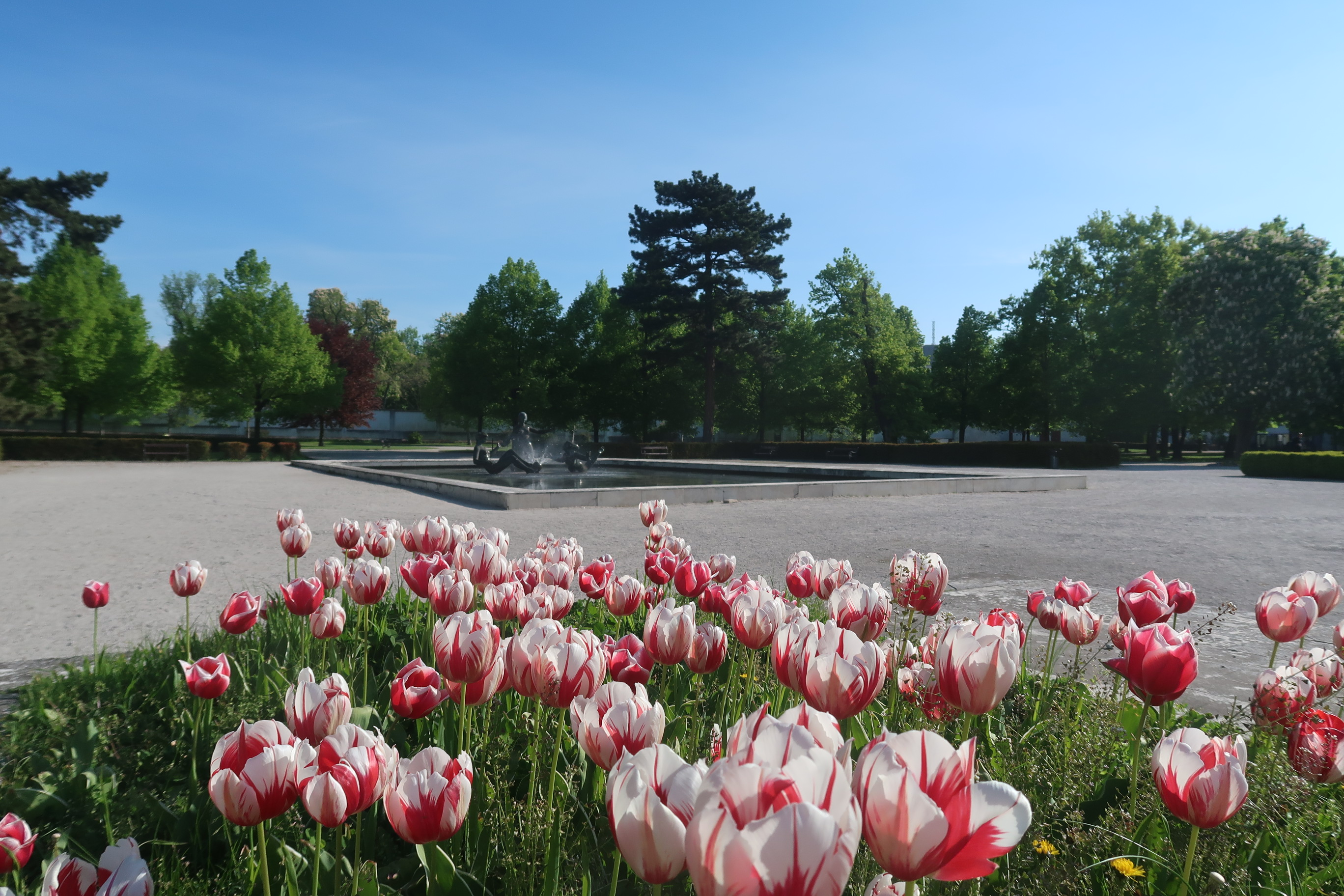
Prezidentská zahrada, v pozadí fontána Radost ze života
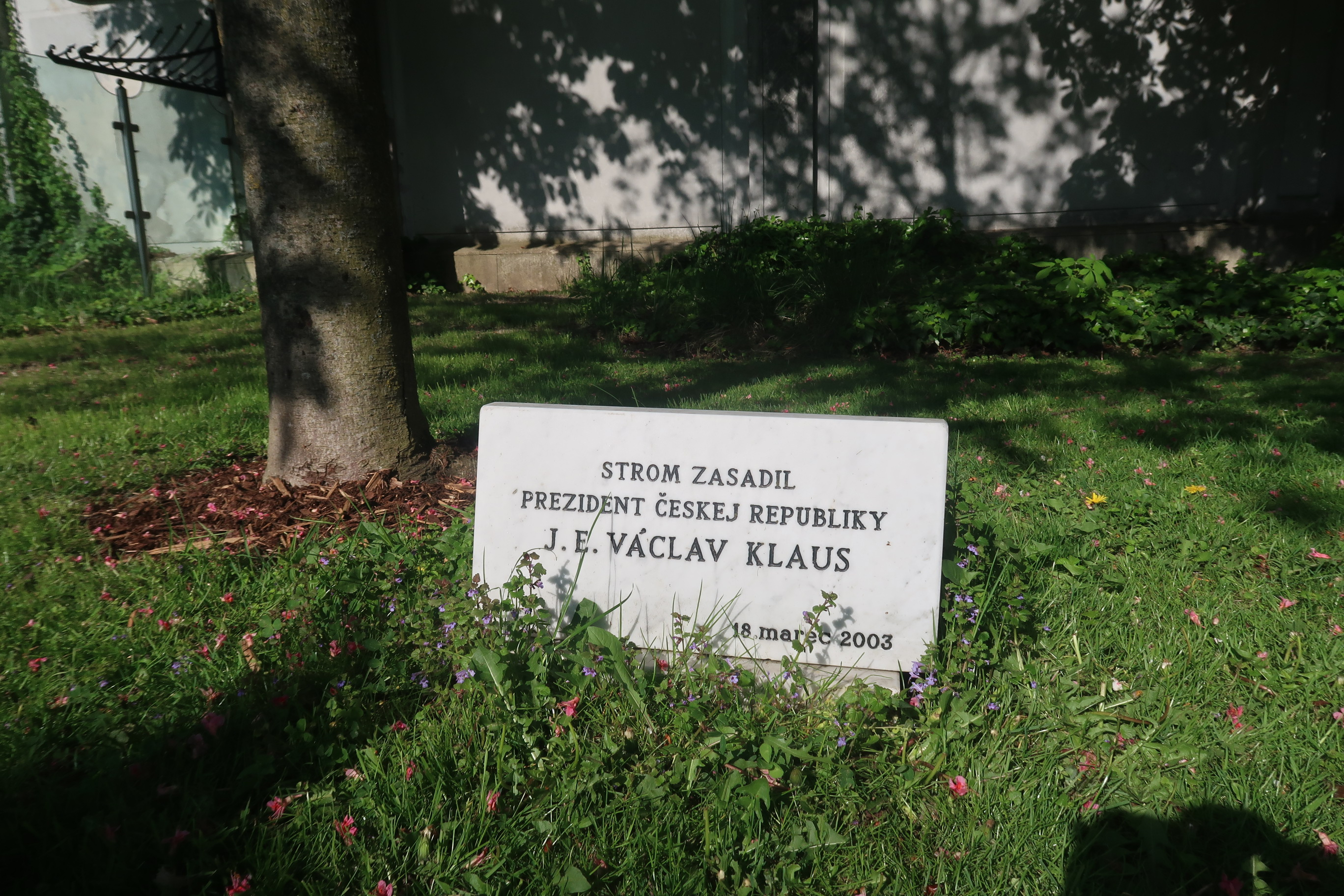
Prezidentská alej, strom zasazený českým prezidentem Václavem Klausem (2003)
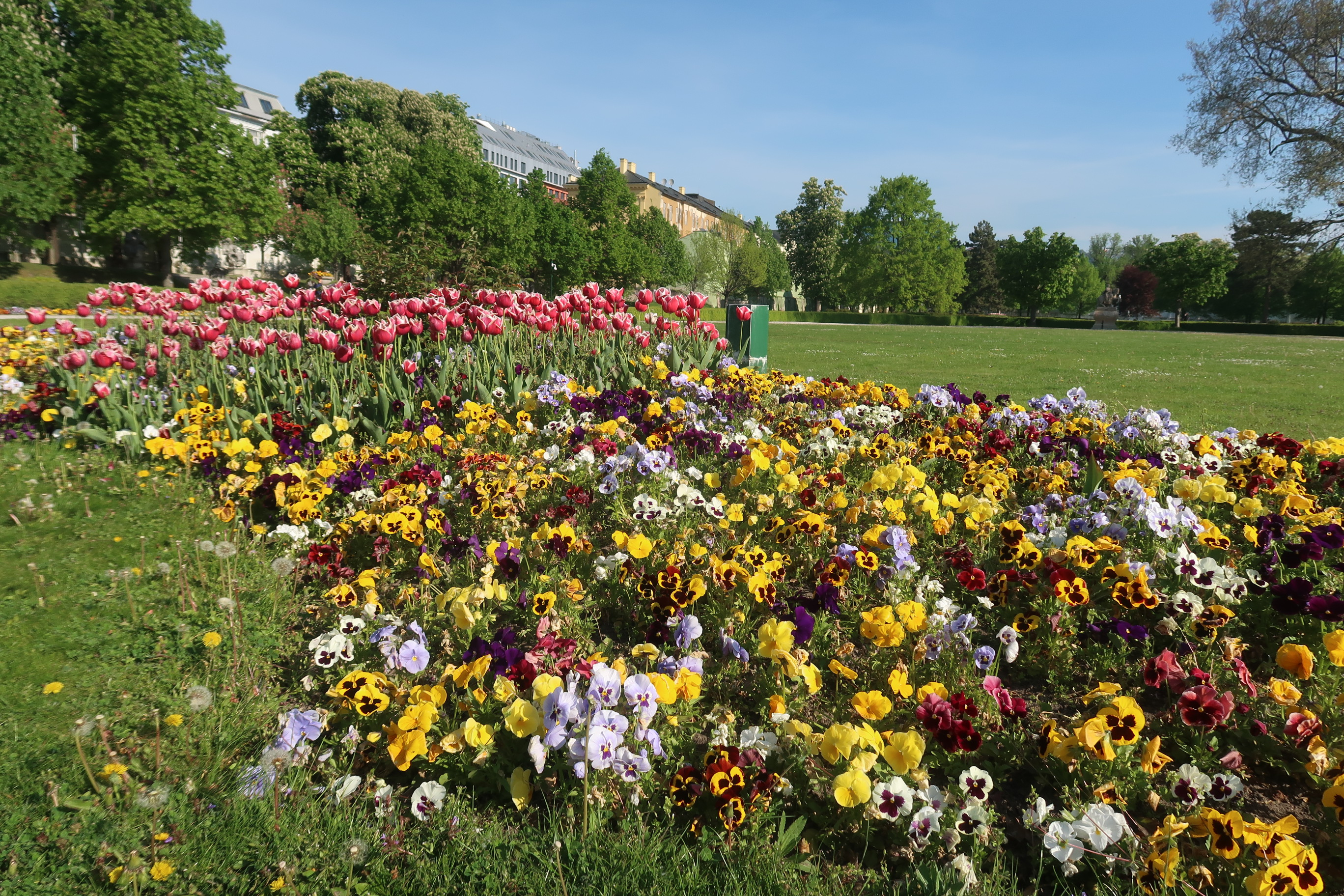
Květinový parter před Grasalkovičovým palácem, v pozadí Štefánikova ulice
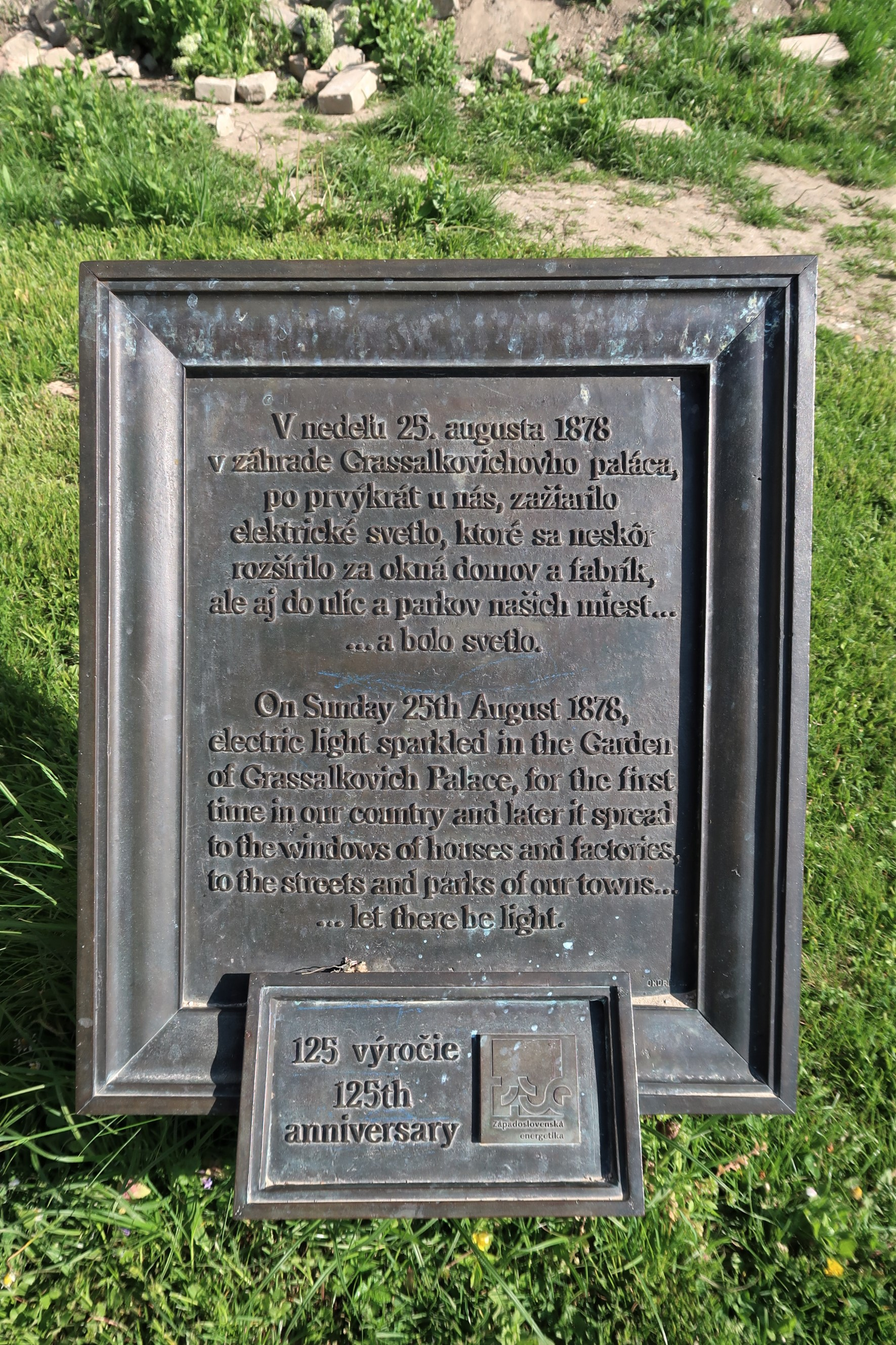
Pamětní deska k 125. výročí prvního elektrického osvětlení na Slovensku (2003)
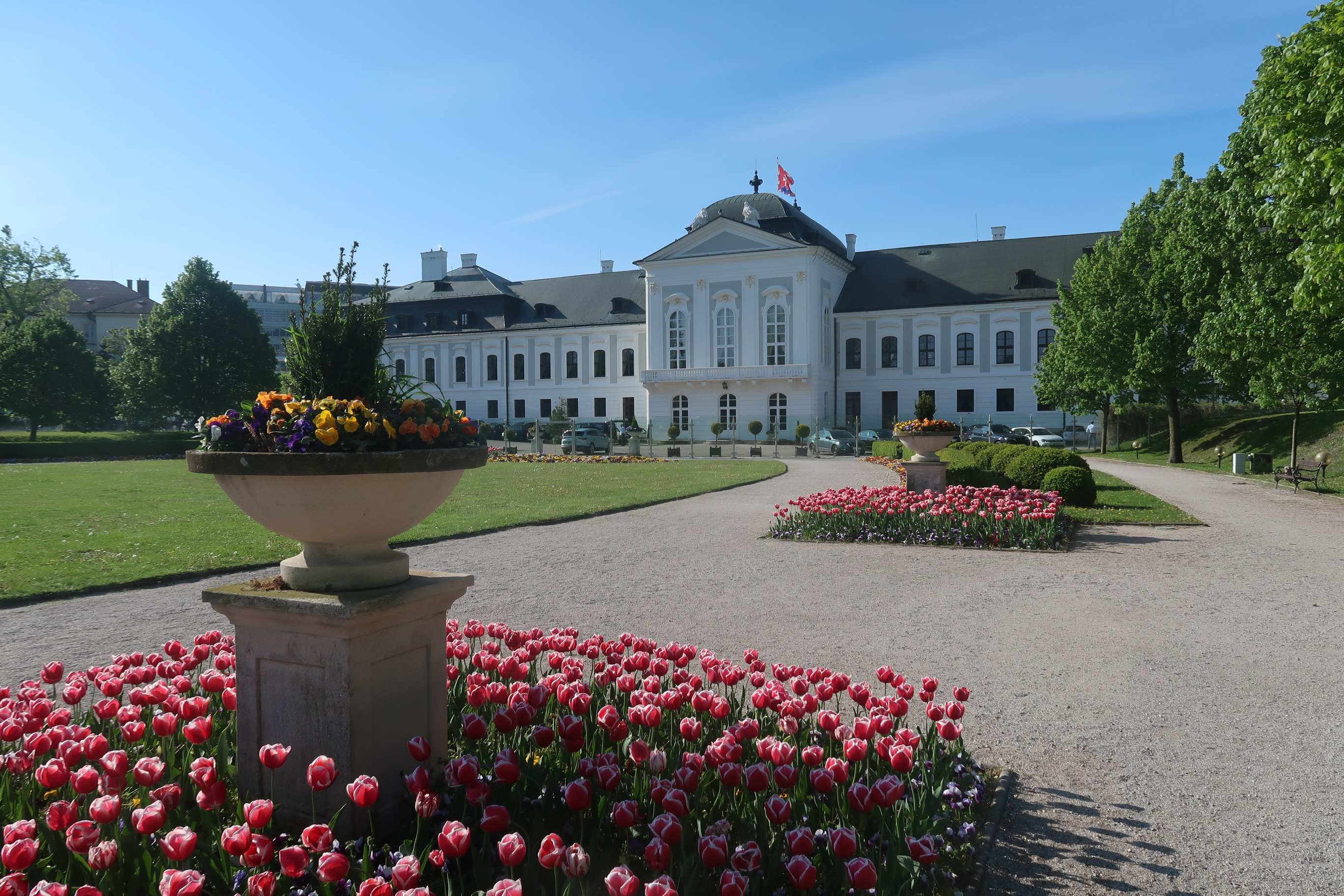
Prezidentská zahrada s Grasalkovičovým palácem, vpravo Prezidentská alej